# Home and Away
Home and Away (también conocida como H&A) es una serie australiana ganadora de varios premios entre ellos los Logie Award y AFI. El programa comenzó sus transmisiones el 17 de enero de 1988 por medio de la cadena Seven Network. 
Home and Away es una de las series australianas más exitosas y con más tiempo al aire junto a Neighbours.[cita requerida]
Al inicio la serie se centró en la vida de Pippa y Tom Fletcher, dueños del Summer Bay Caravan Park donde vivían con sus hijos. 
Otra de las familias centrales del programa son los Stewart. Con el paso del tiempo las historias del programa se han centrado en familias importantes como los Hunter, los Holden, los Nash, los Smith, los Sutherland, los Walker y los Braxton.
Home and Away fue creada por Alan Bateman y ha contado con la participación de importantes actores y músicos, como Chris Hemsworth, Heath Ledger, Naomi Watts, Ed Sheeran, John Noble, Isla Fisher, Julian McMahon, Guy Pearce, Melissa George, Simon Baker, Chris Egan, Dominic Purcell, Andy Anderson, Rodger Corser, Roy Billing, Felix Williamson, Belinda Emmett, Myles Pollard, Fletcher Humphrys, Lachlan Buchanan, Kate Bell, Gabrielle Scollay, Callan Mulvey, Lara Cox, Dannii Minogue, Eliza Doolittle y Jessica Mauboy, entre otros.
La serie celebró su vigésimo primer año el 23 de julio de 2009. La nueva temporada se estrenó el 21 de enero de 2013.
El 3 de mayo de 2015 la serie fue introducida en el Salón de la Fama de los premios Logie.

## Historia
La historia comienza en 1988, centrándose en la vida de Tom Fletcher y su esposa Pippa quien no podía quedar embarazada. La pareja decide mudarse a Summer Bay junto a sus cinco hijos adoptivos Frank Morgan, Carly Morris, Steven Matheson, Lynn Davenport y Sally Fletcher. Muy pronto a los hermanos se les unió la problemática Bobby Simpson. 
La familia construyó rápidamente fuertes lazos de amistad con los lugareños Neville y Floss McPhee y Alf Stewart y su esposa Ailsa Stewart, otra familia importante para la serie.
Con el paso del tiempo la serie nos cuenta la vida, amores, felicidad, historias divertidas, románticas y desgarradoras que los residentes de Summer Bay tienen que enfrentar, la bahía es una pequeña ciudad costera que se encuentra en Nueva Gales del Sur, Australia. 
Con el transcurso de los años se han ido algunos residentes y nuevos han llegado a la bahía. Actualmente la única familia original que todavía permanece son los Stewart, cuyos miembros que residente en la bahía Alf, Celia y Ruth "Roo" Stewart. Más tarde Will Smith, Morag Bellingham, Gypsy Nash y Lily Smith visitaron la bahía.
Más tarde a la bahía llegaron de visita Celia Stewart, Colleen Stewart y Morag Stewart.

## Personajes
| Actor               | Personaje                 | Trabajo                         | N.º de episodios | Temporada                                 |
| ------------------- | ------------------------- | ------------------------------- | ---------------- | ----------------------------------------- |
| Ray Meagher         | Alf Stewart               | Dueño del Bait Shop             | 4,232            | 1988-presente                             |
| Georgie Parker      | Ruth Stewart              | Empresaria                      | 1,302            | 1988-1989, 2010-presente                  |
| Emily Symons        | Marilyn Chambers          | Camarera                        | 2,072            | 1989-1992, 1995-1999, 2001, 2010-presente |
| Lynne McGranger     | Irene Roberts             | Copropietaria del Diner         | 2,483            | 1991-presente                             |
| Ada Nicodemou       | Leah Patterson            | Consejera                       | 1,936            | 2000-presente                             |
| Shane Withington    | John Palmer               | Concejal                        | 1,605            | 2009-presente                             |
| Penny McNamee       | Tori Morgan               | Doctora                         | 495              | 2016-presente                             |
| James Stewart       | Justin Morgan             | Mecánico                        | 662              | 2016-presente                             |
| Sophie Dillman      | Ziggy Astoni              | Asistente del "Summer Bay Auto" | 371              | 2017-presente                             |
| Lukas Radovich      | Ryder Jackson             | Estudiante                      | 319              | 2017-presente                             |
| Samantha Frost      | Jasmine Delany            | Enfermera                       | 322              | 2017-presente                             |
| Patrick O'Connor    | Dean Thompson             | Asistente de "Summer Bay Auto"  | 335              | 2018-presente                             |
| Courtney Miller     | Bella Nixon               | -                               | 225              | 2018-presente                             |
| Emily Weir          | Mackenzie Booth           | Dueña de "Salt"                 | 180              | 2019-presente                             |
| Rob Kipa-Williams   | Ariki "Ari" Wiremu Parata | -                               | 118              | 2019-presente                             |
| Kawakawa Fox-Reo    | Nikau Parata              | -                               | 116              | 2020-presente                             |
| Ethan Browne        | Tane Parata               | -                               | 102              | 2020-presente                             |
| Ditch Davey         | Dr. Christian Green       | Neurocirujano                   | 57               | 2020-presente                             |
| Sam Barrett         | Chloe Anderson            | -                               | 28               | 2021-presente                             |
| Anna Samson         | Mia Anderson              | -                               | 26               | 2021-presente                             |
| Nicholas Cartwright | Cash Newman               | Policía                         | -                | 2021-presente                             |
| Jacqui Purvis       | Felicity "Flick" Newman   | -                               | -                | 2021-presente                             |
| Harley Bonner       | Logan Bennett             | Doctor                          | -                | 2021-presente                             |
| Matt Evans          | Theo Poulos               | -                               | -                | 2021-presente                             |

### Personajes recurrentes
| Actor          | Personaje       | Empleo                | N.º de Episodios | Duración                 |
| -------------- | --------------- | --------------------- | ---------------- | ------------------------ |
| John-Paul Jory | Ben Murray      | Oficial de la policía | 67               | 2012-2013, 2015-presente |
| Belinda Giblin | Martha Stewart  | -                     | 99               | 2018-presente            |
| Eduardo Santos | Eddie           | Waiter                | 16               | 2018-2019                |
| Rick Donald    | Kieran Baldivis | -                     | 15               | 2020-presente            |
| Koa-Rae Fenton | Grace Morgan    | -                     | 25               | 2019-presente            |

### Próximos personajes
| Actor         | Personaje          | Fecha             |
| ------------- | ------------------ | ----------------- |
| Megan Smart   | Annie Sherman      | aparecerá en 2021 |
| Julian Maroun | Darren Nasser      | aparecerá en 2021 |
| James Sweeny  | Matthew Montgomery | aparecerá en 2021 |
| Melissa Bonne | Neve Spicer        | aparecerá en 2021 |

## Premios y nominaciones
Home and Away ha recibido numerosas nominaciones para los premios Logie (en categorías de actores populares, actores sobresalientes, mejor programa, entre otras); también ha sido nominada a los premios Australian Film Institute (AFI).
Ha recibido numerosas nominaciones a los premios Logie y se han llevado 36 premios.

## Locaciones
- The Surf Club - Como en la vida real muchas de las playas australianas, Summer Bay tiene su propia tienda de Surf y un centro de Rescate, varios personajes han trabajado como socorristas y otros han competido en el surf. Cerca del Surf Club se encuentran el Bar de Noah que sirve para que los jóvenes se reúnan, relajen y socialicen, además de que sirve como centro de fiestas, votaciones y el Summer Bay Super Bods un gimnasio.

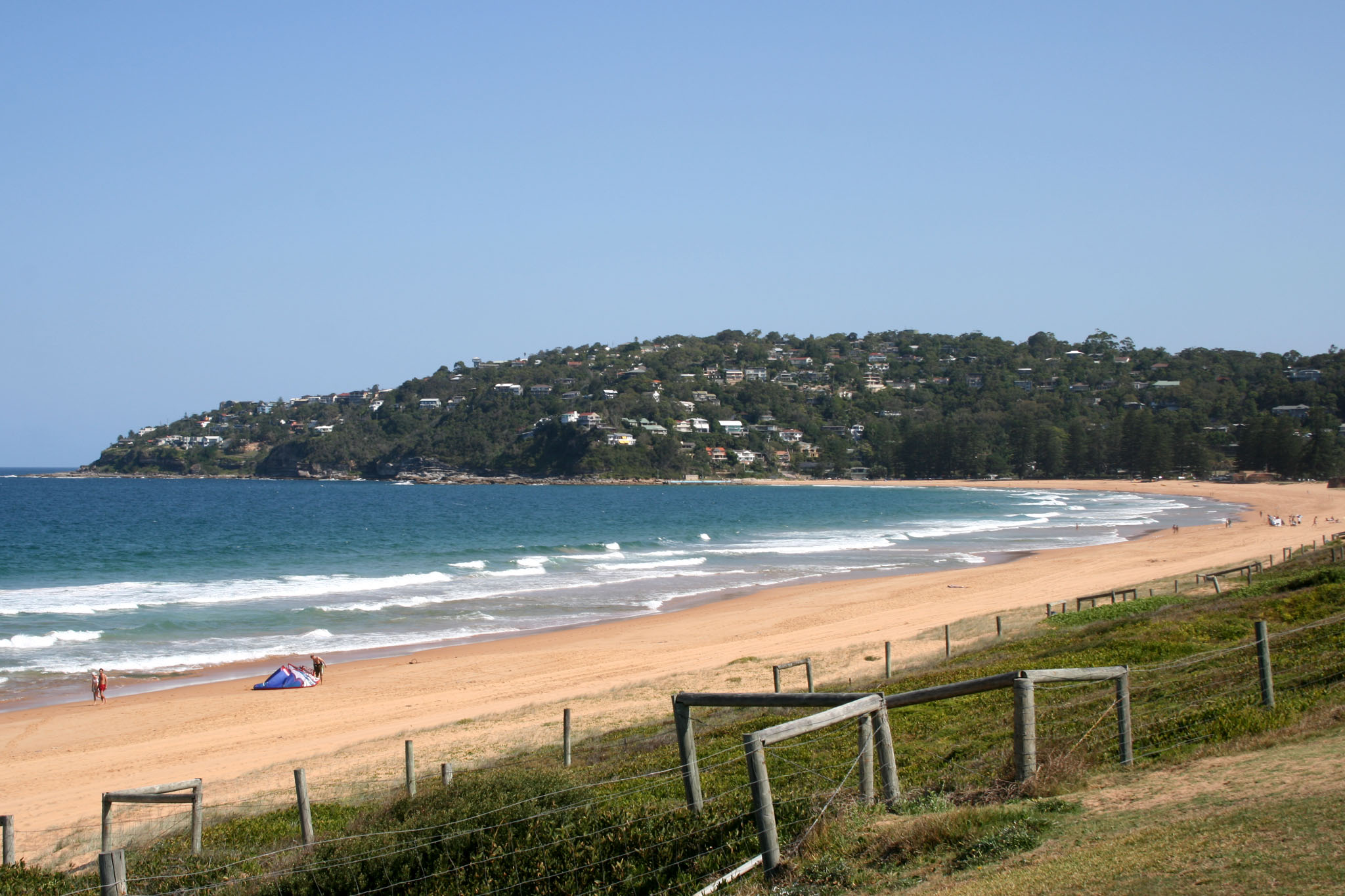
Palm Beach.

- Summer Bay High - La escuela local para estudiantes entre 12 y 18 años, muchos de los jóvenes de Bay asisten a ella y los adultos trabajan ahí. También es utilizada como refugio en condiciones climáticas extremas como ciclones; la escuela también ha sido utilizada para mantener como rehenes a varios personajes.
- The Farm - anteriormente era propiedad del abuelo de Geoff Campbell y Annie Campbell, Bruce Campbell, en marzo de 2009 Martha Mackenzie compró la finca en honor a su esposo Jack Holden, quien había sido asesinado.
- The Beach - La playa es una parte importante de Bay y en torno a ella han sucedido varias historias importantes. Es el principal lugar al aire libre y a menudo es usada para encuentros entre los personajes, quienes en ocasiones usan ropa de playa.
- Pier Dinner - es la tercera y más reciente remodelación del "Diner" (anteriormente conocida como Bayside y Beachside Diner), actualmente es propiedad de Leah Patterson - Baker e Irene Roberts. Colleen Stewart y Xavier Austin trabajan ahí. Aden Jefferies y Belle Taylor trabajaron por un tiempo, pero Belle murió debido a un tumor. Roman Harris quien era parte dueño dejó Summer Bay.
- Caravan Park

## Episodios especiales y spin-offs
El 7 de agosto de 2013 el programa realizó su primer webisode de cuatro partes titulado "Home and Away Extras", el cual se centró en presentar a los personajes de Andy Barrett y Josh Barrett antes de que aparecieran en la serie principal "Home and Away". 
El 9 de diciembre de 2015 la serie tuvo su primer episodio especial titulado "Home and Away: An Eye for An Eye", el cual se centró en la familia Braxton: que se reúne después de que el bebé de Brax y Ricky Sharpe: Casey fuera secuestrado. El episodio rompió registros de audiencia para el servicio streaming durante sus primeras 24 horas en línea. Para este especial los personajes de Heath Braxton y Bianca Scott regresaron. El episodio fue encargado especialmente para el servicio de transmisión local "Presto" para el 9 de diciembre de 2015 y no fue transmitida por la cadena Seven Network.
Tras el éxito del primer episodio especial el 6 de mayo de 2016 la cadena Chanel 7 encargó dos episodios más de larga duración en mayo de 2016. El 6 de junio del mismo año se anunció que Dan Ewing (Heath Braxton) y Lisa Gormley (Bianca Scott) regresarían para el nuevo spin-off. En agosto de 2016 se anunció que Nicholas Westaway interpretaría nuevamente a Kyle durante el especial. También se anunció que los actores Kyle Pryor quien interpreta a Nate Cooper y George Mason quien interpreta a Martin "Ash" Ashford aparecerían en el especial. En noviembre de 2016 se anunció que el nuevo especial se titularía "Home and Away: Revenge" y sería estrenado en diciembre del mismo año, también se anunció que el tercer especial sería titulado "Home and Away: All or Nothing" y sería estrenado el 26 de enero de 2017, poco después se anunció que Samantha Jade volvería a interpretar para el especial a Isla Schultz. También se anunció que la actriz Lynne McGranger quien interpreta a Irene Roberts aparecería en los dos nuevos especiales.

## Producción
En 1985 la cadena Seven Network canceló la serie Neighbours, pero no sabían que la cadena de televisión rival Network Ten, estaba en conversaciones con el equipo de producción. 
Cuando Neighbours volvió a la televisión en 1986 ahora como parte de la cadena Network Ten, tuvo un bajo índice de audiencia, sin embargo después de trabajar arduamente a finales de 1987 el programa ganó una enorme popularidad.
A finales de 1986, al jefe de los dramas en la cadena Network Seven, Alan Bateman, se le preguntó si podría crear un piloto para una telenovela que fuera completamente diferente a Neighbours. Bateman pronto encontró inspiración cuando se detuvo en Kangaroo Point, en Nueva Gales del Sur durante una reunión familiar; platicando con los lugareños descubrió que la gente del pueblo estaba molesta por la construcción de un hogar para niños adoptivos de la ciudad. 
Viendo que el conflicto se había producido por la creación del nuevo centro juvenil Bateman pensó que el drama podría generarse desde ahí, así que comenzó a desarrollar la base para la nueva telenovela Home and Away.
Todos las escenas de interiores para el programa se filman en los estudios Epping en Sídney y los exteriores se filman principalmente en Palm Beach y en Fisherman's Beach, Collaroy en Sídney.
En 2012 el productor y actor Cameron Welsh anunció que dejaba la serie después de participar en ella por más de diez años. Welsh fue productor de la serie del 2007 hasta el 2011 e interpretó a Mitch McColl de 1999 hasta 2001 e hizo una participación especial en 2005.
En agosto del mismo año el creador de la serie Alan Bateman murió a causa de lamentablemente perdiera su batalla en contra del cáncer.
- Miembros del elenco fallecidos:

La actriz Belinda Emmett quien interpretó a Rebecca Fisher desde 1996 se vio obligada a abandonar el papel en 1999 después de ser diagnosticada con cáncer de mama, lamentablemente el 11 de noviembre de 2006 perdió la batalla contra el cáncer y murió en el Hospital St. Vincent en Sídney.
Posteriormente la actriz Megan Connolly, interpretó a Rebecca brevemente en 1998, el 6 de septiembre de 2001 murió a causa de una sobredosis de heroína.
El 13 de noviembre de 2006 en Home and Away se le dedicó un episodio a Belinda. El 17 de noviembre del mismo año, incluyó un montaje especial con escenas de Emmett en su papel de Rebecca Fisher-Nash y al finalizar se dio información acerca de la fundación McGrath Foundation.

## Tema principal
El tema y la letra de las canciones se han mantenido igual desde el inicio de la serie, sin embargo se ha ido reduciendo para que haya nuevas versiones de la canción. 
El tema fue lanzado como sencillo en el Reino Unido en 1989 y ocupó el puesto número 73, la pista incluía los temas de apertura y cierre de la serie. En 1995 se tomaron extractos de la segunda estrofa de la canción para ponerlos en el cierre del programa y en 1996 y el 2004 la canción fue acortada.
Entre 2007 y 2008 la canción fue grabada por el músico Luke Dolahenty. Originalmente Israel Cannan cantó el tema a principios de 2007, pero debido a las quejas de los fanes la cadena Network Seven decidió volver a grabarla.
El tema de Home and Away también se grabó en formato instrumental y es usado para ocasiones especiales; la última vez que se usó fue para la última escena de la actriz Kate Ritchie quien dio vida a Sally Fletcher desde el inicio de la serie. la melodía también se puede escuchar en la boda de Sally y Flynn.
En 2009 el programa debutó con una apertura y cierre renovados. Durante 2010 la canción de la serie no sonó para nada al inicio de los créditos. En 2011 las palabras "Home and Away" aparecen flotando en el océano al inicio del tema y la música es un resumen del tema.
La temporada 25 se estrenó el 23 de enero de 2012. En el 2019 se estrenó la nueva temporada, con un video titulado "Como Home to the Bay" y con duración de 1:10min, en donde los personajes de la serie cantaban la canción de la serie.
| Versión | Artista                          | Duración                        |
| ------- | -------------------------------- | ------------------------------- |
| 1       | Karen Boddington y Mark Williams | Enero de 1988-noviembre de 1994 |
| 2       | Doug Williams y Erana Clark      | Enero de 1995-noviembre de 1999 |
| 3       | The Robertson Brothers           | Enero de 2000-noviembre de 2003 |
| 4       | The Robertson Brothers           | Enero de 2004-noviembre de 2006 |
| 5       | Israel Cannan                    | Enero de 2007-abril de 2007     |
| 6       | Luke Dolahenty                   | Abril de 2007-noviembre de 2008 |
| 7       | Luke Dolahenty y Tarryn Stokes   | Enero de 2009-presente          |

## Emisión en otros países
| País          | Título                   | Cadena                                             | Fecha de Inicio                                                        | Fecha de Finalización         |
| ------------- | ------------------------ | -------------------------------------------------- | ---------------------------------------------------------------------- | ----------------------------- |
| Bélgica       | Home and Away            | Vitaya                                             | 1990                                                                   | -                             |
| Estonia       | Kodus ja võõrsil         | Kanal 11                                           | -                                                                      | -                             |
| Francia       | Summer Bay               | NT1                                                | 4 de septiembre de 2006                                                | -                             |
| Grecia        | Το σπίτι της καρδιάς μας | Skai TV                                            | 12 de julio de 2010                                                    | noviembre del 2010            |
| Hungría       | Otthonunk                | -                                                  | -                                                                      | -                             |
| Irlanda       | -                        | RTÉ, RTÉ One y RTÉ Two                             | noviembre de 1988                                                      | -                             |
| Lituania      | Be namu negerai          | -                                                  | -                                                                      | -                             |
| Polonia       | Zatoka serc              | -                                                  | -                                                                      | -                             |
| Noruega       | -                        | TV2 TV2 Bliss                                      | -                                                                      | -                             |
| Nueva Zelanda | -                        | Endemol TV3 TVNZ TV1 TV2                           | noviembre de 1989 noviembre de 1989, 2002 1993, 2013- 1994 1994, 2013- | - 1992, 2013 2002, presente - |
| Reino Unido   | -                        | ITV Channel 5 Sky Living Trouble Paramount Network | 11 de febrero de 1989 16 de julio de 2001 1999 2002                    | - 2002 2003 -                 |
| Portugal      | -                        | SIC Mulher                                         | 2016                                                                   | -                             |